# سیف‌آباد نارویی
سیف‌آباد نارویی، روستایی در دهستان لاشار شمالی بخش مرکزی شهرستان لاشار در استان سیستان و بلوچستان ایران است.  سیف آباد که از اقوام مختلف حسن پور، درزاده،ناروئی،جاوشیری،طوقی،هست یکی از سرسبز ترین روستاهای شهرستان لاشار از نظر نخلستان به حساب می آید که بزرگ ترین روستا و پرجمعیت ترین در این شهرستان است.

## جمعیت
بر پایه سرشماری عمومی نفوس و مسکن در سال ۱۳۹۵، جمعیت این روستا برابر با ۲۶۸ نفر (۷۷ خانوار) بوده‌است.